# Efraín López
Efraín Ricardo López Velásquez (La Ceiba, Atlántida, Honduras; 19 de abril de 1987) es un exfutbolista de nacionalidad hondureña.

## Trayectoria
Hizo todos los procesos formativos con el Club Deportivo Victoria, a pesar de que no pudo debutar en Liga Nacional. En 2009 pasa a ser futbolista del Real Juventud, con el cual destacó siendo figura, pero el cuadro santabarbarense descendió para el Clausura 2010 y Efraín López decidió rescindir su contrato. Ese año fichó por el Real Sociedad, teniendo como principal objetivo el ascenso a Liga Nacional, lo cual en el Clausura 2011 fue frustrado, pues Real Sociedad finalizó subcampeón de la segunda liga de máximo nivel.

## Selección nacional
El 28 de junio de 2013 fue convocado a la selección de fútbol de Honduras por Luis Fernando Suárez para la Copa de Oro de la Concacaf 2013. Sin embargo, no pudo unirse al equipo por un problema de visa. Debutó con la H bajo órdenes del entonces DT Luis Fernando Suárez en un juego conmemorativo al retiro de David Suazo.

## Clubes
| Club           | País     | Año         |
| -------------- | -------- | ----------- |
| Real Juventud  | Honduras | 2009 - 2010 |
| Real Sociedad  | Honduras | 2010 - 2011 |
| Social Sol     | Honduras | 2012        |
| Real Sociedad  | Honduras | 2012 - 2013 |
| Victoria       | Honduras | 2013 - 2014 |
| Vida           | Honduras | 2014        |
| Juticalpa F.C. | Honduras | 2015        |
| Social Sol     | Honduras | 2016 - 2017 |
| Real Sociedad  | Honduras | 2018 - 2019 |